# حبوب الإفطار

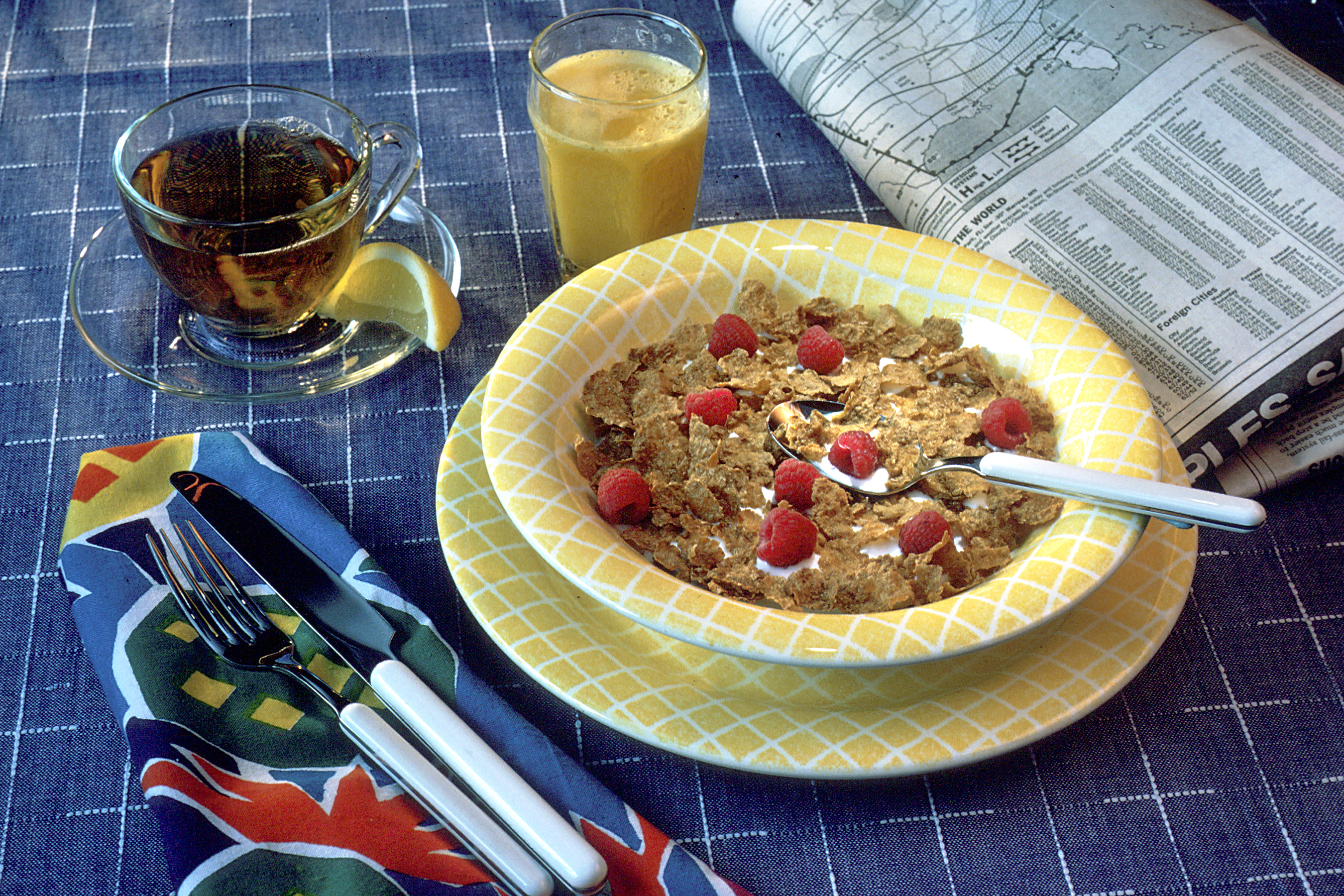
حبوب الإفطار الباردة مع الحليب وثمار العليق

حبوب الإفطار (أو الحبوب فقط) هُو طعام مُكوّن من الحبوب المصنّعة التي تُؤكل غالبًا في أولى وجبات النهار، ويُفضّل أكلها باردة، وتمزج بـ الحليب (مثل: حليب الأبقار أو حليب الصويا أو حليب الأرز أو حليب اللوز) أو العصير أو الماء أو الزبادي وأحيانًا الفاكهة، ولكنها قد تُؤكل جافة أيضًا. وتُروّج بعض الشركات لمنتجاتها بذكر الفوائد الصحية لأكل الحبوب التي قوامها الشوفان والألياف. وقد تكون الحبوب معززة بـ الفيتامينات، كما يتم تصنيع بعض الحبوب لتكون ذات محتوى سكري مرتفع. ويُنتج الكثير منها عن طريق التشكيل.
ويقدر إجمالي هامش الربح لصناعة حبوب الإفطار بنسبة 40 إلى 45%، مع نسبة اختراق اقتصادي تبلغ 90% في بعض الأسواق، وتتميز بالاستقرار واستمرارية النمو منذ نشأتها.

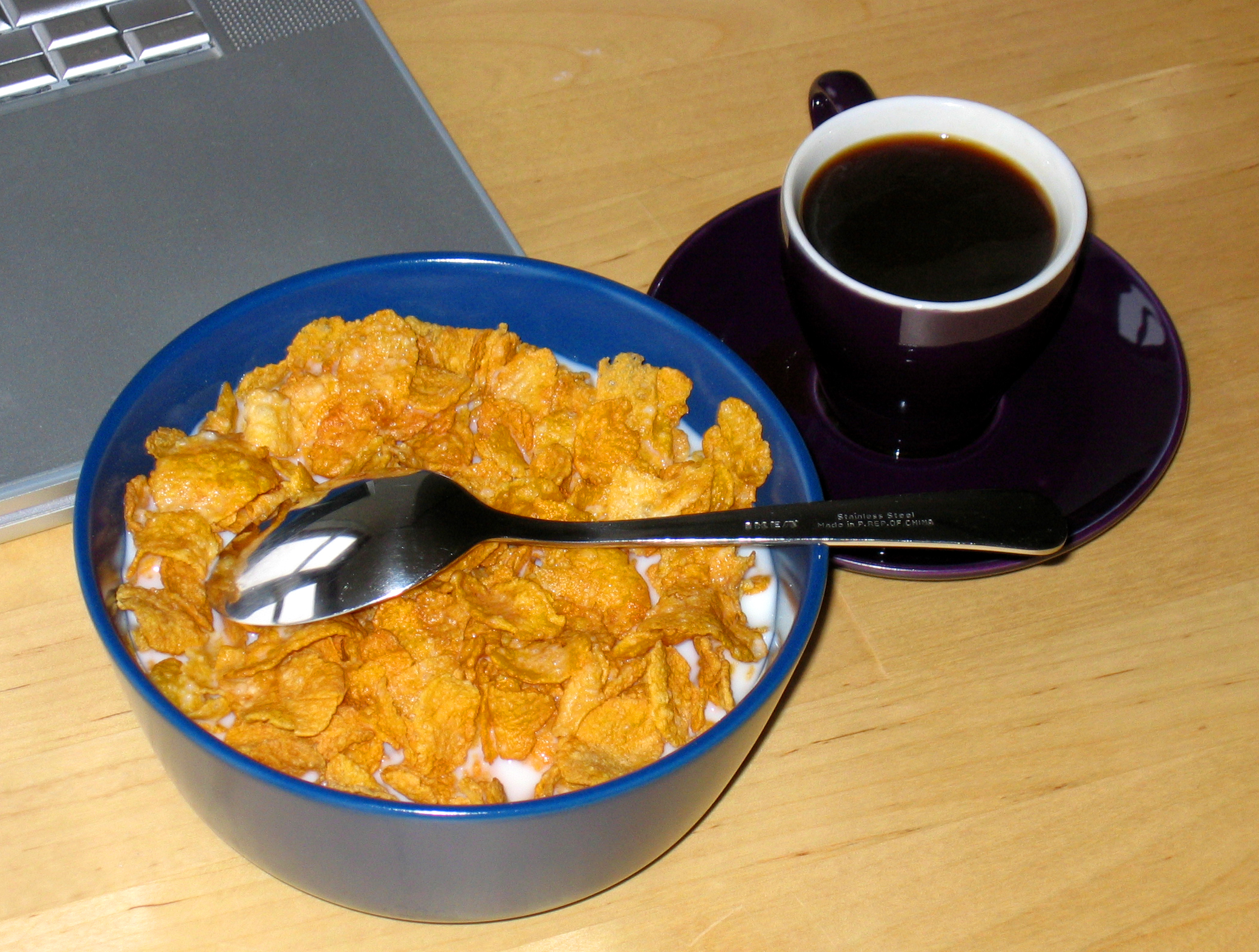
صحن رقائق الذرة بالحليب.

## معلومات تاريخية
كانت العصيدة من الأكلات الموروثة في كثير من دول أوروبا الشمالية وروسيا عن العصور القديمة. وكان الشعير من الحبوب المألوفة الاستخدام، رغم أنه قد يُستخدم الحبوب الأخرى أو البسلة الصفراء. ولا تزال تؤكل العصيدة في كثير من الثقافات الحديثة في وجبة الإفطار.

### القرن التاسع عشر
تم تصنيع الجرانولا، وهي أول حبوب للإفطار، في الولايات المتحدة في عام 1863م على يد جيمس كالب جاكسون (James Caleb Jackson)، مدير مؤسسة أور هوم أون زا هيلسايد (Our Home on the Hillside) - التي تحولت بعد ذلك إلى مصحّة جاكسون ساناتوريم - الواقعة في دانسفيل، نيويورك، ولم تحقق هذه الحبوب شهرة ورواجًا على الإطلاق لأنها كانت غير مريحة؛ بسبب احتياج قطع النخالة الكثيفة إلى النقع في الماء طوال الليل حتى تصبح طرية بما يسهّل من أكلها.">http:
وبدأت رحلة حبوب الإفطار الجاهزة مع الحركة النباتية التي ظهرت في الربع الأخير من القرن التاسع عشر، والتي نجحت في التأثير على أعضاء من الأدفنتست في الولايات المتحدة.
وفي سنة 1877م، قامت شركة الحبوب الأمريكية (شركة كويكر للشوفان) (Quaker Oats) بابتكار حبوب مصنوعة من الشوفان، وكانت تصنع منتجها في أكرون، أوهايو. واستطاع جورج هويت بمفرده إنتاج ويتينا (Wheatena) قرابة سنة 1879م، في فترة كان يشتري فيها بائع التجزئة الحبوب (أشهرها تشققًا هو القمح ودقيق الشوفان ورقائق الشعير) في براميل منفصلة، ويأخذ منها ليبيع للزبائن بالرطل. وتمكن هويت الذي اكتشف طريقة فريدة لتحضير الطعام من القمح، من بيع حبوب الإفطار في علب، فجذب الزبائن برونقها الصحي.
حبوب الإفطار المعلبة كانت مريحة أكثر بكثير، وانضم إلى ذلك براعة التسويق فاشتُهرت بين الناس. وفي سنة 1877م، ابتكر جون هارفي كيلوج (John Harvey Kellogg) - مدير مصحة باتل كريك (Battle Creek Sanitarium) الواقعة في باتل كريك، ميتشجان - نوعًا من البسكويت يُحضّر من القمح والشوفان والدقيق؛ ليُقدم إلى المرضى الذين يُعانون من مشكلات في الأمعاء. وسُمّي المنتج في بادئ الأمر باسم «الجرانولا» (Granula)، لكن تغير الاسم بعد رفع دعوى قضائية ليصبح «جرانولا» (Granola). والعجيب أن أعظم إسهاماته جاء عرضًا. فبعد ترك كمية من القمح المغلي المنقوع طوال الليل ورقّها، حصل كيلوج على رقائق قمح. ثم ابتكر أخوه ويل كيث كيلوج (Will Keith Kellogg) رقائق ذرة بطريقة مشابهة، ثم اشترى كافة أسهم أخيه وأسس شركة كيلوج (Kellogg Company) سنة 1906م، وبقدرة تسويقية رائعة وإعلانات متميزة باع كيلوج مليون علبة في غضون ثلاث سنوات.[بحاجة لمصدر]

### القرن العشرون

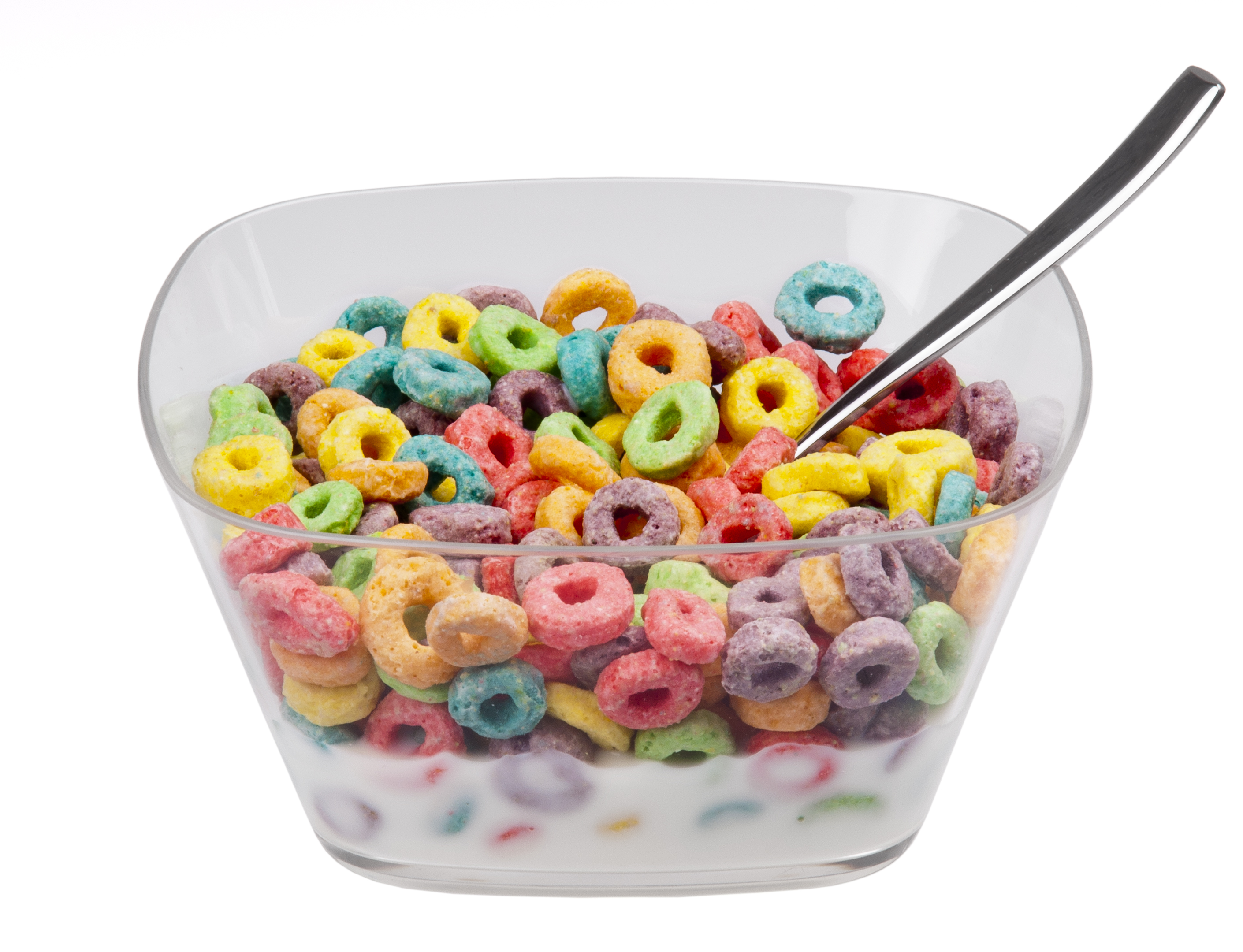
حبوب الإفطار التي تجد رواجًا كبيرًا عند الأطفال، مثل فرووت لووبس (Froot Loops)، وعادة ما تكون ذات ألوان زاهية وسكريات عالية.

في سنة 1902م، أصبحت رقائق القمح فورس (Force) على قمة حبوب الإفطار الجاهزة المتعارف عليها في المملكة المتحدة، وحققت الحبوب - وشخصية صني جيم (Sunny Jim) - نجاحًا واسعًا في بريطانيًا، حيث بيع منها 12.5 مليون عبوة في عصرها الذهبي.
وفي ثلاثينيات القرن العشرين، ظهرت على الساحة أول رقائق منفوخة وهي كيكس. وفي أعقاب الحرب العالمية الثانية بدأت شركات حبوب الإفطار الكبيرة - من بينها حاليًا شركة جينيرال ميلز (General Mills) التي دخلت سوق المنافسة سنة 1924م بحبوب ويتيز (General Mills) - تركيز الاهتمام أكثر على الأطفال. وأُعيدت تصفية الدقيق؛ لإزالة الألياف التي كانت تُصعّب من عملية هضم وامتصاص المواد الغذائية، وأُضيف السكر لتحسين المذاق لدى الأطفال. وأصبحت حبوب الإفطار الجديدة تبدو أبعد ما يكون عما كانت عليه في الماضي.
مثلاً: حبوب شوجار سماكس التي تنتجها شركة كيلوجز، والمبتكرة سنة 1953م كانت تحتوي على نسبة 56 في المئة من وزنها سكر. وظهر كثير من تمائم الحظ مثل عفريت علبة رايس كريسبيس (Rice Krispies) ثم صور شعبية مثل توني زا تايجر (Tony the Tiger) وأرنب تريكس (Trix).
وبسبب كيلوج وبوست (Post)، يُطلق على مدينة باتل كريك، ميتشجان «عاصمة الحبوب في العالم».

## المعالجة المتعاقبة
المعالجة المتعاقبة هي التعديلات التي تجري للحبة أو خليط الحبوب التي تتم في منشأة بعيدة عن المكان الذي تؤكل فيه، وهذا هو ما يُميز «حبوب الإفطار» عن الأغذية المصنّعة من الحبوب التي تُعدل وتُطبخ في المكان الذي تؤكل فيه.

## وجبة مويسلي (Muesli)
المويسلي هي حبوب إفطار من الشوفان المجروش، والفاكهة والجوز. وظهرت تقريبًا سنة 1900م، حيث وصفها الطبيب النفسي ماكسيميليان برشر بينر للمرضى في مستشفاه. وتتوفر في شكل جافة معبأة مثل: ألبين (Alpen)، أو يمكن تحضيرها طازجة في المنزل.

## الحبوب الدافئة
يمكن تصنيف أغلب الحبوب الدافئة على أنها عصيدة من حيث إنها تتكون من حبوب قمح أو شعير تُنقع أو تُغلى لتليينها ولتصبح سائغة الطعم. وتضاف غالبًا مواد مُحلّية مثل السكر أو العسل أو شراب القيقب إما عن طريق المُصنّع أو أثناء الطبخ أو قبل الأكل.

### كندا
من بين الحبوب الرائجة والمنتشرة في كندا دقيق الشوفان، والسميد، وحبوب النهر الأحمر (Red River cereal). وتقدم هذه الحبوب الرائجة دائمًا مع شراب القيقب أو السكر البني ومعه اللبن أو القشدة. والروب من الإضافات المشهورة التي تضاف إلى ريد ريفر سيريال. ويستمتع الكثير من الكنديين بهذا النوع المبتكر والمنتشر حاليًا في الأسواق الأمريكية.

### الصين
وفي الصين، تؤكل عصائد مثل رايس كونج (عصيدة الأرز) أو تلك المصنوعة بمقادير متفاوتة (بما في ذلك طحين الذرة أو الذرة البيضاء) بكثرة في وجبة الإفطار.

### اليونان
وفي اليونان، يُصب طحين الذرة في الماء المغلي لينتج طعامًا ذا قوام سميك، يقدم غالبًا للأطفال الصغار.

### روسيا
وفي روسيا، يكون الإفطار مكونًا من كشكاة وهي عصيدة من الحنطة السوداء ((بالروسية: гречка)‏، جريشكاة (الحنطة السوداء)) أوفارينا ((بالروسية: манка)‏، مانكاة (دقيق السميد))، أو غيرها من الحبوب. والكشكاة موجودة في مناطق كثيرة من أوروبا الشرقية، بما في ذلك بولندا (Poland) وكرواتيا (Croatia).

### جنوب إفريقيا
الباب (Pap) هي عصيدة تدخل في العديد من الوجبات التي تؤكل على مدار اليوم. وفي ثقافة اللغة الأفريقانية التي كان يتحدث بها نسل المزارعين الهولنديين والهوغونوتيين الفرنسيين، يُرش عليها السكر ثم تؤكل بالحليب، وقد تكون ذات قوام متيبّس لتشكل - ما يمكن أن نسميه - تكسرًا متكتلاً ناعمًا (يُسمّى كرمل باب (krummel-pap)) أو ذات قوام دسم (يُسمّى سلاب باب (slap-pap)). وتُحضّر من طحين الذرة («ميالي») (mealie) وتباع بمسميات مختلفة من العلامات التجارية. ويُحضّر من قمح تايستي (Taystee Wheat) عصيدة دسمة قوامها القمح.
ومن بين العلامات التجارية التي لا توجد إلا في جنوب إفريقيا: شوفان جنجل (Jungle Oats) وبوكومو مالتابيلا (Bokomo Maltabella) (تُحضّر من البرغم المملّت).
وتُعرف في أنحاء أخرى من إفريقيا باسم أوجالي (ugali) وسادزا (sadza) وبانكو (banku).

### أيرلندا
في أيرلندا، ظلت شركة وايتس (White's) تطحن الشوفان في بلدة تاندراجي منذ سنة 1841م.

### الولايات المتحدة
يشتهر دقيق الشوفان في الولايات المتحدة، ويكثر وجود السميد وإن كان أقل شهرة من سابقه. الجريش (Grits) هي عصيدة من ابتكار الأمريكيين الأصليين وتحضّر من (الذرة) وتشتهر في الجنوب.

## الحبوب الخالية من الغلوتين
تُحضّر شركات حبوب الإفطار أنواعًا خالية من الغلوتين لا تحتوي على أي حبوب بها مادة الغلوتين النباتية. وهذه الحبوب تستهدف المستهلكين الذين يعانون من الداء البطني. ومن بين الشركات التي تُنتج الحبوب الخالية من الغلوتين: كيلوجز، جينيرال ميلز، ناتشيرز باث (Nature's Path) وأروهيد ميلز (Arrowhead Mills).

## وصلات خارجية
- "The Cereal Project" at MrBreakfast.com; includes A-Z index
- Topher's Breakfast Cereal Character Guide
- "Breakfast Cereals History & Future".

```
WebCitation archive
[
وصلة مكسورة
]
.
```